# Montbellet
Montbellet és un municipi francès, situat al departament de Saona i Loira i a la regió de Borgonya - Franc Comtat. L'any 2007 tenia 764 habitants.

## Demografia

### Població
El 2007 la població de fet de Montbellet era de 764 persones. Hi havia 315 famílies, de les quals 89 eren unipersonals (36 homes vivint sols i 53 dones vivint soles), 93 parelles sense fills, 113 parelles amb fills i 20 famílies monoparentals amb fills.
La població ha evolucionat segons el següent gràfic:
Habitants censats

### Habitatges
El 2007 hi havia 370 habitatges, 313 eren l'habitatge principal de la família, 30 eren segones residències i 27 estaven desocupats. 348 eren cases i 21 eren apartaments. Dels 313 habitatges principals, 276 estaven ocupats pels seus propietaris, 25 estaven llogats i ocupats pels llogaters i 12 estaven cedits a títol gratuït; 3 tenien una cambra, 13 en tenien dues, 40 en tenien tres, 82 en tenien quatre i 175 en tenien cinc o més. 251 habitatges disposaven pel capbaix d'una plaça de pàrquing. A 129 habitatges hi havia un automòbil i a 158 n'hi havia dos o més.

### Piràmide de població
La piràmide de població per edats i sexe el 2009 era:
| Homes | Edats   | Dones |
| ----- | ------- | ----- |
| 0     | 95 o +  | 0     |
| 4     | 90 a 94 | 4     |
| 8     | 85 a 89 | 8     |
| 8     | 80 a 84 | 4     |
| 12    | 75 a 79 | 4     |
| 20    | 70 a 74 | 8     |
| 20    | 65 a 69 | 16    |
| 12    | 60 a 64 | 8     |
| 8     | 55 a 59 | 8     |
| 16    | 50 a 54 | 24    |
| 24    | 45 a 49 | 28    |
| 36    | 40 a 44 | 16    |
| 32    | 35 a 39 | 32    |
| 20    | 30 a 34 | 40    |
| 32    | 25 a 29 | 8     |
| 12    | 20 a 24 | 4     |
| 28    | 15 a 19 | 20    |
| 32    | 10 a 14 | 16    |
| 20    | 5 a 9   | 20    |
| 12    | 0 a 4   | 44    |

## Economia
El 2007 la població en edat de treballar era de 477 persones, 384 eren actives i 93 eren inactives. De les 384 persones actives 351 estaven ocupades (188 homes i 163 dones) i 33 estaven aturades (16 homes i 17 dones). De les 93 persones inactives 33 estaven jubilades, 34 estaven estudiant i 26 estaven classificades com a «altres inactius».

### Ingressos
El 2009 a Montbellet hi havia 322 unitats fiscals que integraven 822 persones, la mediana anual d'ingressos fiscals per persona era de 18.016 €.

### Activitats econòmiques
Dels 41 establiments que hi havia el 2007, 1 era d'una empresa extractiva, 1 d'una empresa alimentària, 1 d'una empresa de fabricació d'elements pel transport, 3 d'empreses de fabricació d'altres productes industrials, 7 d'empreses de construcció, 8 d'empreses de comerç i reparació d'automòbils, 2 d'empreses de transport, 6 d'empreses d'hostatgeria i restauració, 2 d'empreses d'informació i comunicació, 7 d'empreses de serveis i 3 d'empreses classificades com a «altres activitats de serveis».
Dels 13 establiments de servei als particulars que hi havia el 2009, 2 eren tallers de reparació d'automòbils i de material agrícola, 3 paletes, 1 guixaire pintor, 1 fusteria, 1 lampisteria, 1 electricista, 1 empresa de construcció, 1 perruqueria i 2 restaurants.
L'únic establiment comercial que hi havia el 2009 era una fleca.
L'any 2000 a Montbellet hi havia 19 explotacions agrícoles que ocupaven un total de 1.248 hectàrees.

## Equipaments sanitaris i escolars
El 2009 hi havia una escola elemental.

## Poblacions més properes
El següent diagrama mostra les poblacions més properes.